# Hypothèse hygiéniste

Le taux d'asthme dans différents pays (2004) montre la prévalence plus élevée de cette maladie dans les pays industrialisés.
pas de données
<1%
1–2%
2–3%
3–4%
4–5%
5–6%
6–7%
7–8%
8–10%
10–12.5%
12.5–15%
>15%

| - pas de données - <1% - 1–2% - 2–3% - 3–4% - 4–5% - 5–6% | - 6–7% - 7–8% - 8–10% - 10–12.5% - 12.5–15% - >15% |

L'hypothèse hygiéniste, appelée aussi hypothèse hygiène ou hypothèse de l'hygiène, est une théorie au nom paradoxal selon laquelle une réduction de l’exposition en bas âge aux infections et aux composantes microbiennes dans les pays industrialisés entraînerait une diminution de la maturation du système immunitaire et, en conséquence, une augmentation de la prévalence des maladies allergiques, auto-immunes, inflammatoires ou de certains cancers. 
Cette théorie explique aussi que le mode de vie aseptisé serait le facteur expliquant la recrudescence des maladies autoimmunes, les êtres humains développant une réponse immunitaire excessive.

## Enjeux
Paradoxalement, les énormes progrès conjoints de la médecine curative et de l'hygiène n'ont pas réduit les maladies allergiques, inflammatoires, chroniques et auto-immunes et certains cancers, qui sont au contraire en constante augmentation, surtout dans les pays riches. 
Avec le vieillissement des populations, les coûts sanitaires de ces maladies augmentent.  
L’immunothérapie permet de soulager ou guérir de nombreux patients, mais présente ses risques et limites, et est parfois inefficaces contre certaines maladies et certains types d’allergies ; 
La médecine personnalisée (ou médecine 4P : prédictive, préventive, personnalisée et participative) est porteuse d'espoir ; elle semble pouvoir ou devoir s'appuyer sur les notions d'alimentation-santé et d'une vision nouvelle et plus étendue de l'hygiène, intégrant le rôle bénéfique du microbiote, de certaines infections et de certains parasites.

## Historique
L’« hypothèse hygiéniste » a une origine lointaine. John Bostock en 1828, et Charles Harrison Blackley (en) en 1873, sont intrigués par le paradoxe entourant la faible occurrence du rhume des foins chez les pauvres et les fermiers anglais, groupes pourtant parmi les plus exposés aux agents responsables de cette affection.
- Cette hypothèse est formulée en 1989 par David P. Strachan, chercheur à la London School of Hygiene and Tropical Medicine, qui pose le principe que l'augmentation de l'asthme et des rhumes des foins chez les enfants dans les pays industrialisés est la conséquence d'une réduction de l'exposition à certains agents infectieux. Ce professeur montre notamment que le nombre de cas de rhinites allergiques est moins important dans les familles nombreuses où les infections sont plus nombreuses et fréquentes, mais les allergies moins présentes[4].

- Au début des années 2000, un nombre croissant d'auteurs se rallient à cette hypothèse, mais d'autres y voient encore une faiblesse, qui est qu'alors les preuves de l'« hypothèse » reposaient surtout sur des études rétrospectives d’observation (études transversales et de cohortes) ; Il n'y a pas encore eu d’essai randomisé sur les effets de l'exposition précoce ou moins précoce aux animaux de compagnie, aux parasites helminthiques, etc. les études antérieures sur le sujet ont produit des résultats contradictoires, et l'intérêt des  probiotiques pour prévenir le risque d'asthme est également débattu, bien que certains experts suggèrent que les probiotiques chez la femme enceinte atopique et le nourrisson peuvent diminuer le risque de dermatite[5]. En outre, pour un médecin, expliquer qu'il faudrait en quelque sorte "moins d'hygiène" dans la première année de vie est alors difficile à accepter. Ainsi, vers 2005, les groupes de consensus sur l'asthme ne font encore aucune recommandation en lien direct avec cette hypothèse, mais en prévention primaire, pour la population générale à faible risque, les groupes de consensus ne recommandent pas l’éviction systématique des animaux de compagnie. À cette époque, seule la World Allergy Organization recommande de réduire l’exposition aux allergènes d’animaux chez les enfants déjà sensibilisés.

- En 2004 Randi & al. notent que la littérature épidémiologique utilise généralement 3 catégories d’indices indirect d’exposition aux infections : le gradient géographique, les indices contact avec des agents infectieux (par ex. mesurés par l'importance de la fratrie, le degré de scolarisation, des études sérologiques...), et le passé infectieux du sujet[6] ; sur cette base ils suggèrent une méthode de méta-analyse de l’hypothèse hygiéniste (pour l’asthme, la rhinite et la dermatite atopique, considérées de façon indépendante). Selon ces premiers résultats, la protection par les infections serait de l’ordre de 20 % pour la dermatite atopique, 30 % pour la rhinite et 40 % pour l’asthme, mais les auteurs invitent à une étude plus poussée qui « devrait considérer séparément non seulement chaque maladie, mais aussi les différents types d’indices indirects d’exposition aux agents infectieux et la relation temporelle entre l’exposition à l’agent infectieux et la maladie ».

- En complément du manque de recours à l'allaitement maternel[7], l'hypothèse d'un trop d'hygiène est de plus en plus invoquée pour plusieurs maladies contemporaines dont les maladies auto-immunes ou la maladie d’Alzheimer[8] (elle a aussi été évoquée pour certaines formes dites d'anorexie mentale[9]).

## Eléments de preuves
- En 1989, la chute du mur de Berlin offre aux épidémiologistes l'opportunité d'étudier, sur deux populations génétiquement comparables, les effets d'environnements socio-économiques profondément divergents. Deux études consacrées à l'asthme et aux rhinites sont conduites, l'une à Leipzig (ex-Allemagne de l'Est) et l'autre à Munich (ex-Allemagne de l'Ouest). Les résultats (1994) surprennent les épidémiologistes : les taux d’allergie et de rhinite chez les petits Munichois sont bien plus élevés que ceux des enfants élevés à Leipzig, ville pourtant marquée par une forte pollution industrielle ; la pollution n'est donc pas le facteur déclenchant. Les chercheurs expliquent ce « paradoxe Est-Ouest » par le mode de vie occidental individualiste dans l'ex-RFA. Depuis le premier choc pétrolier, la diminution de la ventilation dans les appartements (pour éviter les pertes d'énergie), l'augmentation de l'humidité et une multiplication des moquettes favorisent le développement des acariens et des moisissures, puissants allergènes. De plus, les enfants entrent en crèche assez tard et font généralement partie d'une fratrie réduite. Dans l'ex-Allemagne de l'Est, les enfants vivent dans des familles nombreuses et sont mis en crèche dès le plus jeune âge, cette vie en collectivité leur faisant attraper quantité d’infections qui dopent leur système immunitaire[10]. L'étude, refaite en 1998, montre que l'ex-Allemagne de l'Est, qui « s'occidentalise » à grande vitesse tandis que diminue son taux global de pollution, tend, sur le plan de l'asthme et de l'allergie, à combler son « retard » et rejoindre l'ex-Allemagne de l'Ouest[11].

- Les enfants d'agriculteurs vivant dans des fermes, au milieu des volailles et du bétail, c'est-à-dire en présence de micro-organismes se développant au contact de ces animaux, présentent, en moyenne, moins d'allergies que ceux vivant dans des villes[12],[13].

- L'hygiène excessive dans les pays industrialisés, le traitement des nourrissons avec des antibiotiques à la moindre infection et les vaccinations des enfants réduisent l'exposition aux micro-organismes et aux macro-organismes (tels que les helminthes) issus de la boue, des animaux, et des fèces[14]. L'excès de propreté régnant au sein des logements due à l'utilisation des produits d'entretien (en) d'origine industrielle serait également néfaste, de même que l’hygiène corporelle. Selon une étude américaine[15], les produits d'hygiène de type non naturel contenant des pesticides (antifongiques et antibactériens) comme les déodorants et dentifrices à base de triclosan seraient une source de fragilité du système immunitaire[15] et de perturbation du système endocrinien[16]. Ces derniers pourraient générer plus d'effets délétères sur la flore bactérienne que de bénéfices. Les microorganismes jouent en effet un rôle crucial dans la mise en place et l’entraînement des fonctions immunitaires pour lutter contre les pathogènes, et les protègent contre les allergies et l’inflammation excessive. La régression brutale des maladies infectieuses dans le courant du XXe siècle, due à au développement de l’hygiène, des antibiotiques et des vaccins, rendrait compte ainsi de l'augmentation des maladies épidémiques chronique postmodernes, « non communicables » (allergies, maladies auto-immunes…)[17].

- Au début des années 2000, une étude française cas-témoins et familiale dite « EGEA »[18] a reposé sur un panel de 2 048 individus. Selon ses auteurs, de 2000 à 2007 « l'étude a mis en évidence le rôle protecteur de la vie à la campagne et de l’exposition aux animaux domestiques dans la petite enfance vis-à-vis de l’allergie chez l’adulte, étayant ainsi l’hypothèse hygiéniste »[19]. D'autres travaux avaient déjà montré que vivre dans une ferme ou avec un style de vie traditionnel étaient associés à un moindre risque d’allergie chez les enfants mais peu avaient porté sur les adultes[20]. On sait maintenant que l'adulte bénéficie aussi de cet effet protecteur[21]. Les données de l'étude EGEA étayent l’hypothèse hygiéniste : de moindres contacts avec les agents infectieux/parasitaires dans l’enfance inhibent la maturation normale du système immunologique ; et ceci est l'une des causes de l’incidence croissante des allergies et de l’asthme[22],[19].

### Limites
Si les preuves de l'hypothèse hygiéniste sont bien établies par des études épidémiologiques au sein des pays industrialisés, le  facteur hygiène ne rend pas compte de l'augmentation de l'incidence d'asthme et des maladies allergiques dans les pays au niveau de vie moins élevé. D'autres facteurs peuvent être impliqués : génétique, environnemental (augmentation de la pollution, des allergènes…).

## Traitements et prévention
Des thérapies helminthiques (vers parasites) sont proposées pour lutter contre les maladies auto-immunes.
La théorie hygiéniste est ainsi contrebalancée par la notion de « saleté propre » du biologiste Marc-André Selosse qui considère qu'un certain degré de contamination est requis pour un bon développement et un bon fonctionnement du système immunitaire.

## Hypothèse complémentaire: la théorie de la perte desvieux amis
En 2003, Graham Rook (professeur de microbiologie médicale au University College de Londres) pose l'hypothèse que le principal facteur de recrudescence des maladies allergiques et autoimmunes est la perte par l'homme, depuis la révolution néolithique et plus particulièrement depuis le développement de l'hygiénisme sanitaire au XIXe siècle (assainissement des eaux, des habitations et de l'espace public, pratique de la pasteurisation et de la stérilisation, généralisation de l'usage des antibiotiques dans la seconde partie du XXe siècle…), de presque tous les parasites de type helminthes, puis celle de nombreuses virus et bactéries ayant coévolué avec l'Homme qui a établi une symbiose avec ces organismes, notamment ceux constituant le microbiote pulmonaire, le microbiote nasal et le microbiote intestinal humain.
Cette hypothèse complémentaire permet « aux parents très attentifs à l'hygiène de ne pas culpabiliser si leur enfant est allergique, car on pouvait leur reprocher d'être trop scrupuleux sur le ménage et le bain du petit ». Elle peut aussi conduire certains chercheurs à préconiser d'abandonner l'utilisation de l'expression « hypothèse de l’hygiène » car elle pourrait être interprétée à tort par les populations comme un renoncement aux normes d'hygiène (notamment celles de garder les aliments propres et frais, de se laver les mains après avoir manipulé des aliments crus, ou d'assainir les habitations), voire un encouragement à des pratiques non hygiéniques (comme manger de la terre). Ces chercheurs proposent en remplacement d'autres expressions qui évitent de croire que l'hygiène n'est pas bonne pour le développement du système immunitaire : théorie des vieux amis, hypothèse de déplétion du microbiote, d'épuisement du microbiome, hypothèse de diversité microbienne,. L'hypothèse de la perte des vieux amis met en avant l'appauvrissement global en microbes, à la fois en richesse et en diversité d'espèces (notamment celles engagés dans des symbioses essentielles au développement et à la santé des organismes appartenant au monde animal ou végétal), et l'hygiène ciblée basée sur l'identification des réservoirs et des voies de propagation des agents pathogènes.